# Fiatalkorúak Regionális Büntetés-végrehajtási Intézete (Kecskemét)
A Fiatalkorúak Regionális Büntetés-végrehajtási Intézete (Kecskemét) büntetés-végrehajtási szerv Bács-Kiskun vármegyei Kecskeméten. Költségvetési szerv, jogi személy. 
Alaptevékenysége a Bács-Kiskun vármegyében, a Békés vármegyében,  a Csongrád-Csanád vármegyében és Jász-Nagykun-Szolnok vármegyében lakó fiatalkorú férfi fogvatartottak szabadságvesztésével összefüggő  büntetés-végrehajtási feladatok ellátása. 
Felügyeleti szerve a Belügyminisztérium, szakfelügyeletet ellátó szerve a Büntetés-végrehajtás Országos Parancsnoksága. 
Címe: 6000 Kecskemét, Wéber Ede u. 12.
Létesítésének éve: 1997.